# Diacyclops sobeprolatus
Diacyclops sobeprolatus – gatunek widłonoga z rodziny Cyclopidae, nazwa naukowa gatunku została po raz pierwszy opublikowana w 2006 roku przez zoologa Tomislava Karanovica.